# Soledad
La soledad (del latín solĭtas, -ātis) es un estado de aislamiento en el cual un individuo se encuentra solo, sin acompañamiento de una persona o animal de compañía. Puede tener origen en diferentes causas, como la propia elección del individuo, el aislamiento impuesto por un determinado sector de la sociedad, pérdida de seres queridos, una enfermedad contagiosa, trastornos mentales, trastornos neurológicos o circunstancias de empleo o situación. Puede también entenderse por privacidad o privación voluntaria de la compañía.

## Soledad adecuada e inadecuada
La soledad durante períodos más largos puede afectar al individuo y suele ser percibida como desagradable, causando depresión, aislamiento y reclusión, dando como resultado una incapacidad de establecer relaciones con los demás. Los síntomas de una soledad impuesta y prolongada incluyen ansiedad, alucinaciones, o incluso distorsiones de la percepción y el tiempo. Sin embargo, si bien para muchos suele ser causa de depresión, para otros la soledad no es algo deprimente.
Los monjes, por ejemplo, la ven como una forma de iluminación espiritual. También hay filósofos que, además de recomendar llevar una vida tranquila y solitaria, ven a la soledad como una forma de alcanzar la excelencia. Ejemplo de ello es Arthur Schopenhauer, filósofo alemán que sostenía que «la soledad es la suerte de todos los espíritus excelentes.» También hay psicólogos y psiquiatras que recomiendan aprovechar y disfrutar de los ratos de soledad, debido a que «nos permite descubrirnos y darnos cuenta de quiénes somos y qué queremos»
Un individuo puede buscar la soledad física para eliminar distracciones y concentrarse o meditar más fácilmente. Aun así, no es el fin en sí mismo, y una vez se alcanza suficiente capacidad para ignorar las distracciones, la gente se vuelve menos sensible a ellas y puede mantener la concentración. Hay gente altamente entrenada (como los monjes budistas) que pueden alcanzar niveles de concentración superiores a pesar de las circunstancias externas. Dicha gente no desea interacción con el mundo físico: su atención es únicamente su propio mundo.
Las nuevas tecnologías conectan y socializan pero distraen e impiden la concentración y el descanso mental que se requiere para poder asimilar contenidos, planificar, crear e incluso leer con profundidad. En ese sentido, la soledad también es necesaria para una serie de procesos mentales que propician el equilibrio personal.

## Tipología

### Diferencias entre "sentirse solo" y "aislarse socialmente"
Existe una clara distinción entre ambos conceptos. Cuando a una persona le afecta negativamente la soledad (es decir, que se siente solo), se lo piensa mediante la discrepancia entre distintos niveles de interacción social necesarios y esperables, mientras que a una persona que le afecta positivamente la soledad (es decir, que elige aislarse socialmente haciéndose cargo de su decisión) es simplemente pensado como una falta de contacto con las personas. 
Esto lleva a la premisa de que la soledad es, por lo tanto, una experiencia subjetiva; si una persona piensa que está sola, entonces está sola. Las personas pueden sentirse solas mientras están en soledad o en medio de una multitud. Lo que hace que una persona se sienta sola es el hecho de que necesitan más interacción social o un cierto tipo de interacción social que no está disponible actualmente. Una persona puede estar en medio de una fiesta y sentirse sola por no hablar con suficientes personas. A la inversa, uno puede estar solo y no sentirse solo; aunque no hay nadie alrededor, no está solo porque no hay deseo de interacción social. También se ha sugerido que cada persona tiene su propio nivel óptimo de interacción social. Si una persona tiene muy poca o demasiada interacción social, esto podría llevar a sentimientos de soledad o sobreestimulación.

### De la soledad transitoria a la soledad crónica
Otra tipología importante de la soledad es aquella centrada en la perspectiva de tiempo. En este sentido, la soledad puede verse como transitoria (como parte de un estado de ánimo esperable) o crónica (como un rasgo de la personalidad).
La soledad transitoria (como estado de ánimo) es de naturaleza temporal, causada por algo en el ambiente y que se alivia fácilmente. La soledad crónica (como rasgo) es más permanente, causada por la persona y no se alivia con facilidad. Por ejemplo, cuando una persona está enferma y no puede socializar con amigos, sería un caso de soledad transitoria. Una vez que la persona mejorara, sería fácil para ellos aliviar su soledad. En cambio, aquella persona que se siente sola sin importar si está en una reunión familiar, con amigos o sola; sin importar lo que ocurra en el entorno, la experiencia de la soledad siempre está ahí.

## Sentimiento positivo de soledad

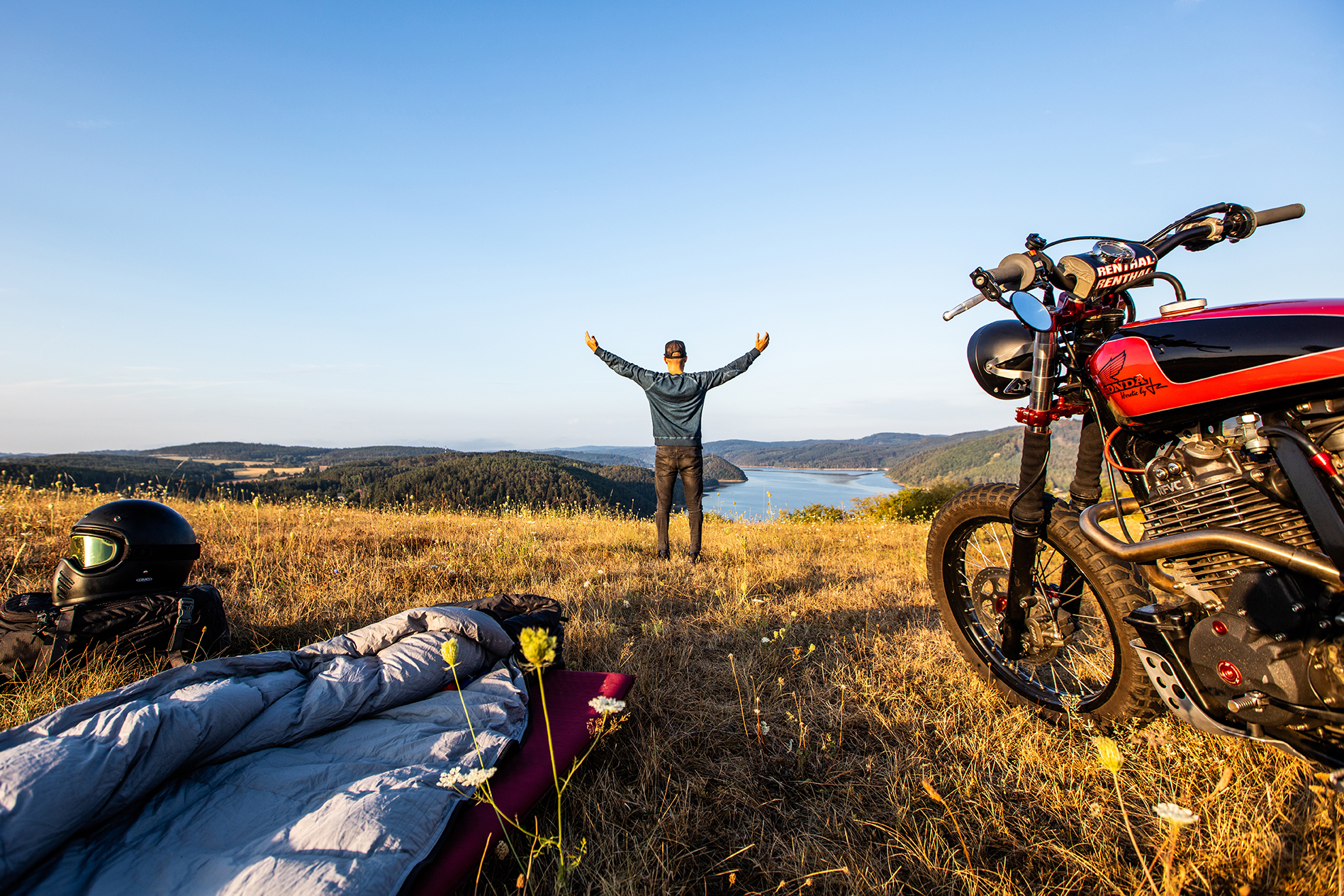
Una persona que está experimentando una soledad positiva temporal en la contemplación de un paisaje de la naturaleza.

La soledad puede tener efectos positivos en los individuos. Un estudio reveló que, aunque el tiempo que pasaba solo tendía a deprimir el estado de ánimo de una persona y aumentar los sentimientos de soledad, también ayudaba a mejorar su estado cognitivo, como mejorar la concentración. Además, una vez que el tiempo había terminado, los estados de ánimo de las personas tendían a aumentar significativamente. La soledad también se asocia con otras experiencias de crecimiento positivo, experiencias religiosas y construcción de identidad, como las misiones solitarias utilizadas en los ritos de pasajes para adolescentes.
Asimismo, la soledad también puede desempeñar un papel importante en el proceso creativo. En algunas personas, la soledad temporal o prolongada puede llevar a una notable expresión artística y creativa, por ejemplo, como fue el caso de los poetas Emily Dickinson e Isabella di Morra, además de numerosos músicos, como Glenn Gould. Esto no implica que la soledad en sí misma asegure esta creatividad, sino que puede influir en el artista y es más probable que se presente en personas dedicadas a actividades creativas.[cita requerida]

### La soledad como condición humana
El existencialismo ve la soledad como la esencia del ser humano, esencia con la que cada persona viene al mundo y viaja por la vida como alguien separado. Por lo tanto, muchos filósofos existencialistas enfatizan en que, hacer frente a la soledad, aceptarla y aprender a dirigirla en la propia vida con autonomía y satisfacción es considerada como una parte inherente a la condición humana.
Otros filósofos, como Sartre, creen en una soledad epistémica en la que la soledad es una parte fundamental de la condición humana debido a la paradoja entre la conciencia de las personas que desean un significado en la vida, el aislamiento y la nada del universo. A la inversa, otros pensadores existencialistas argumentan que se podría decir que los seres humanos se involucran activamente entre sí y con el universo mientras se comunican y crean, y la soledad es simplemente la sensación de estar aislado de este proceso.

## Sentimiento negativo de soledad

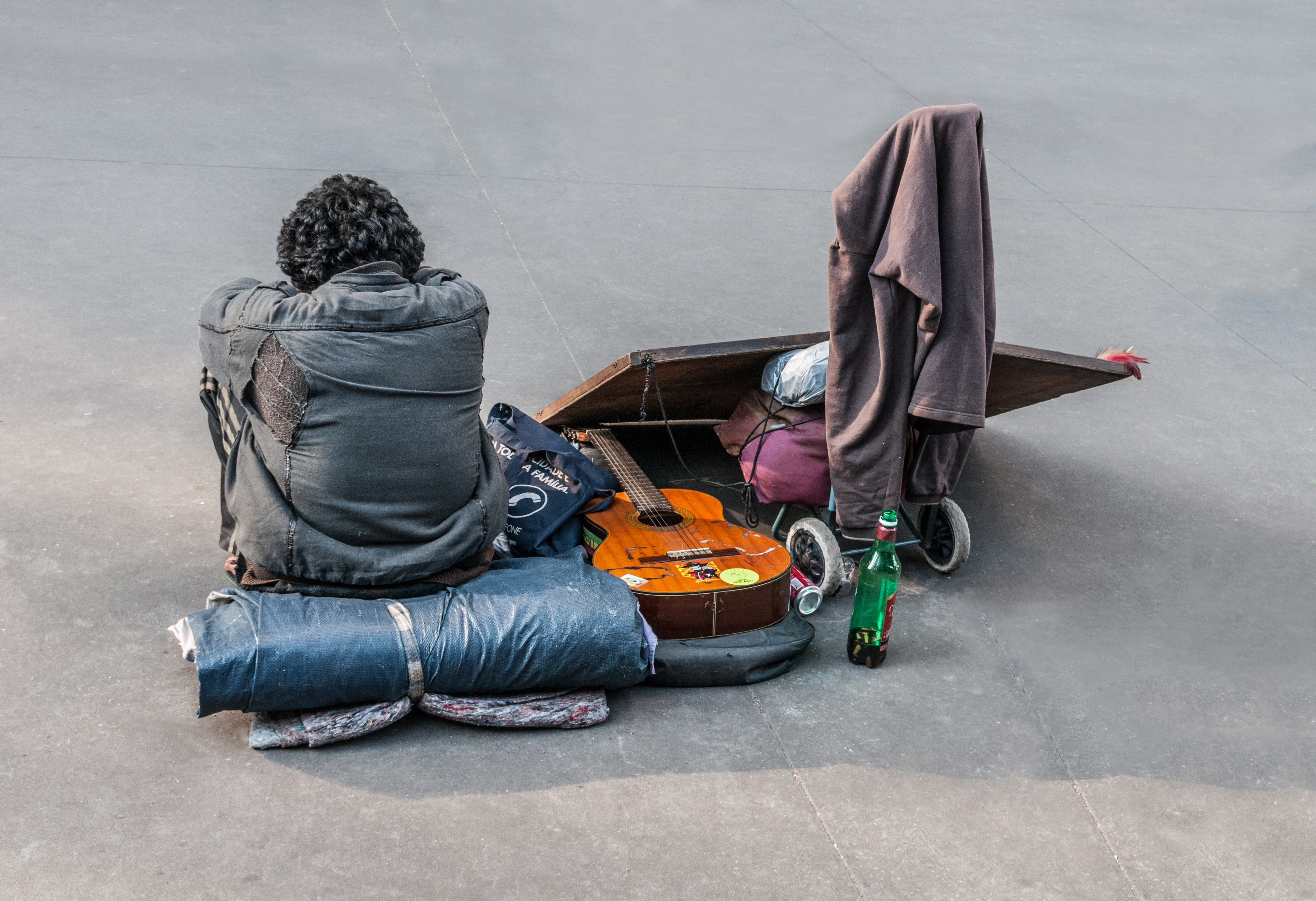
Una persona sin hogar sola de brazos cruzados

La soledad como detonante negativo en la vida de una persona, puede ser entendida como una respuesta emocional compleja y generalmente desagradable al aislamiento social. Suele incluir también sentimientos de ansiedad debido a la falta de conexión o comunicación con otros individuos, tanto en el presente como en el futuro. Como tal, quien padece los sentimientos de soledad puede sentirse así incluso en presencia de otras personas. Sus causas son variadas e incluyen una amplia cantidad de factores sociales, mentales, emocionales y físicos.
Diversas investigaciones han demostrado que la soledad prevalece en toda sociedad, incluyendo aquellas personas que hayan contraído matrimonios, que estén en una relación amorosa, entre familias, gerentes e incluso personas con carreras exitosas. Ha sido un tema explorado por mucho tiempo en la literatura de los seres humanos desde la antigüedad clásica. También se la ha descrito a la soledad como un dolor social. En definitiva, se la suele asociar muy a menudo en un contexto de interacción social: "experiencia desagradable que ocurre cuando la red de contactos sociales de un individuo es deficiente de manera significativa".

### Causas comunes
Puede haber muchas razones, así como muchos eventos de la vida que pueden causarla. Uno de ellos puede ser la falta de amistades durante la infancia y adolescencia, o la ausencia física de personas significativas. Al mismo tiempo, la soledad puede ser un síntoma de algún otro problema social o psicológico, como la distimia o la fobia social. En ese sentido, puede ser consecuencia de una disfunción de la comunicación, o el resultado de vivir en lugares con baja densidad de población en los que hay pocas personas con las que interactuar. 
Muchas personas experimentan la soledad por primera vez al quedarse solos en la primera etapa vital de su vida (cuando son bebés). También es una consecuencia esperable, generalmente temporaria, de una ruptura, un divorcio o una pérdida de cualquier relación importante a largo plazo. En estos casos, puede deberse a la pérdida de una persona específica y al consecuente retiro del grupo social debido a la pérdida asociada a ella.
Las personas pueden sentirse solas incluso cuando están rodeadas de otras personas. Incluso puede verse como un fenómeno social, capaz de propagarse como una enfermedad. Cuando una persona en un grupo comienza a sentirse sola, este sentimiento (de acuerdo al contexto en que se encuentre) podría propagarse hacia otras personas, lo que aumentaría el riesgo de que todos se sientan solos. También puede ocurrir después del nacimiento de un niño (a menudo expresado como una depresión posparto), después del matrimonio o después de cualquier otro evento socialmente perturbador, como mudarse del hogar a una comunidad desconocida, lo que lleva a la nostalgia.

## Prevalencia
La soledad parece haberse intensificado en todas las sociedades del mundo a medida que se produjo la modernización. Cierta cantidad de esta soledad parece estar relacionada con una mayor migración, menores tamaños de hogares y un mayor grado de consumo en general, lo que le hace guardar una estrecha relación con el capital social. 
Dentro de las naciones desarrolladas, la soledad ha mostrado los mayores aumentos entre dos grupos: personas mayores y personas que viven en suburbios de baja densidad. Las personas mayores que viven en áreas suburbanas son particularmente vulnerables, ya que a medida que pierden la capacidad de conducir, a menudo se quedan "varadas" y les resulta difícil mantener relaciones interpersonales.
Por otro lado, existe cierta controversia entre la correlación del uso de Internet y la soledad, con algunos hallazgos que muestran que los usuarios de Internet están más solos y otros que muestran que las personas solas que usan Internet para mantenerse en contacto con sus seres queridos (especialmente las personas mayores) informan menos soledad, pero que aquellos que tratan de hacer amigos en línea se volvieron más solitarios. Por otra parte, estudios realizados en 2002 y 2010 encontraron que "el uso de Internet disminuyó la soledad y la depresión de manera significativa, mientras que el apoyo social percibido y la autoestima aumentaron significativamente" y que Internet "tiene un papel habilitante y empoderador en la vida de las personas, ya que al aumentar su sentido de libertad y control, esto tiene un impacto positivo en el bienestar o la felicidad".

## Efectos

### Salud mental

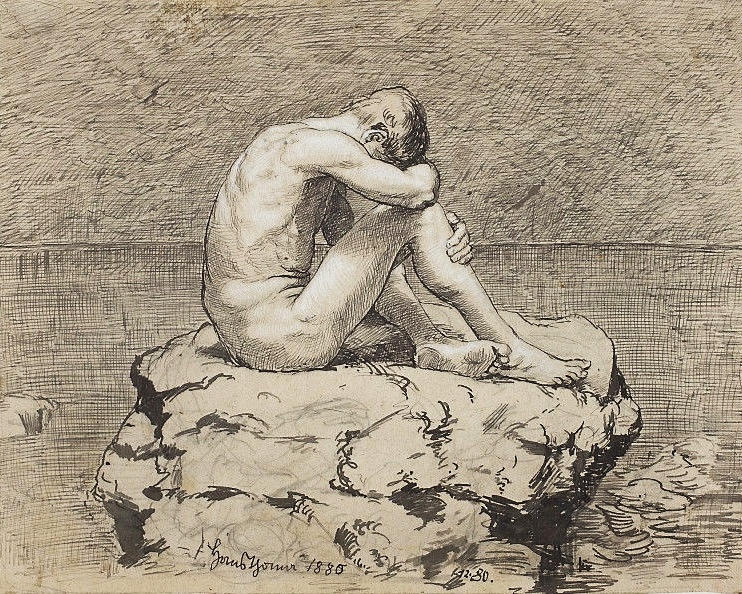
Soledad, por Hans Thoma (Museo Nacional de Varsovia)

Hay efectos psicológicos positivos y negativos de la soledad. La mayor parte del tiempo, estos efectos y la longevidad están determinados por la cantidad de tiempo que una persona pasa aislada. Los efectos positivos pueden variar desde más libertad hasta mayor espiritualidad, mientras que los efectos negativos son privativos socialmente y pueden llegar a desencadenar la aparición de una enfermedad mental. Mientras que la soledad positiva es a menudo deseada, la soledad negativa es a menudo involuntaria o no deseada en el momento en que ocurre.

#### Efectos positivos
Hay muchos beneficios para pasar el tiempo solo. La libertad es considerada como uno de los beneficios de la soledad; las limitaciones de los demás no tendrán ningún efecto en una persona que pasa tiempo en soledad, y por lo tanto, le da a la persona más libertad en sus acciones. Con mayor libertad, es menos probable que las elecciones de una persona se vean afectadas por los intercambios con otros.
La creatividad de una persona puede ser provocada cuando se le da libertad. Puede aumentar la libertad y, además, la ausencia de distracciones tiene el potencial de estimular la creatividad. En 1994, el psicólogo Mihaly Csikszentmihalyi descubrió que los adolescentes que no pueden soportar estar solos a menudo dejan de mejorar los talentos creativos.
Otro beneficio comprobado del tiempo dado en la soledad es el desarrollo del yo. Cuando una persona pasa tiempo solo, puede experimentar cambios en su autoconcepto. Esto también puede ayudar a una persona a formar o descubrir su identidad sin distracciones externas. La soledad también proporciona tiempo para la contemplación, el crecimiento de la espiritualidad personal y el autoexamen. En estas situaciones, la soledad se puede evitar mientras la persona sepa que tiene relaciones significativas con los demás.

#### Efectos negativos
Tener demasiada soledad no siempre se considera beneficiosa. Muchos de los efectos negativos se han observado en los presos. A menudo, los presos pasan mucho tiempo en soledad, donde su comportamiento puede empeorar. La soledad puede desencadenar respuestas fisiológicas que aumentan los riesgos para la salud.
Los efectos negativos de la soledad también pueden depender de la edad. Los niños de escuela primaria que experimentan soledad frecuentemente pueden reaccionar negativamente. Esto es en gran parte porque, a menudo, la soledad a esta edad no es algo elegido por el niño. La soledad en los niños de la escuela primaria puede ocurrir cuando no están seguros de cómo interactuar socialmente con otros, por lo que prefieren estar solos, causando timidez o rechazo social.
Si bien es más probable que los adolescentes se sientan solos o infelices cuando no están cerca de otros, también es más probable que tengan una experiencia más agradable con los demás si primero han tenido tiempo solos. Sin embargo, los adolescentes que con frecuencia pasan el tiempo solos no tienen un ajuste global tan bueno como los que equilibran su tiempo de soledad con su tiempo social.
La soledad se ha relacionado históricamente con la depresión y, por lo tanto, es un factor significativo de riesgo para el suicidio. Émile Durkheim ha descrito la soledad como la incapacidad o falta de voluntad de vivir para otros, es decir, para amistades o ideas altruistas; razón por la cual llamó a esto "suicidio egoísta".
Tanto en niños como en adultos, la soledad a menudo influye negativamente en el aprendizaje y la memoria. Su interrupción de los patrones de sueño puede tener un impacto significativo en la capacidad de funcionar en la vida cotidiana.
En los adultos, la soledad es un factor importante en la depresión y el alcoholismo. Las personas que están aisladas socialmente pueden reportar una mala calidad del sueño y, por lo tanto, tienen procesos restaurativos disminuidos. La soledad también se ha relacionado con un tipo de carácter esquizoide en el que uno puede ver el mundo de manera diferente y experimentar la alienación social, que se describe como el yo en el exilio.
Las personas mayores que padecen soledad son propensas a tener peor salud: sufren hipertensión, síntomas precoces de demencia, mayor riesgo de enfermedades del corazón, gripe, etc. Los costes de la soledad son altos tanto para quien la padece como para la sociedad en su conjunto. Para reducir la soledad hay que fomentar las relaciones -familia, amigos, vecinos-.
El dolor, la depresión y la fatiga funcionan como un conjunto de síntomas y, por lo tanto, pueden compartir factores de riesgo comunes. Dos estudios longitudinales con diferentes poblaciones demostraron que la soledad era un factor de riesgo para el desarrollo de síntomas depresivos, de dolor y de fatiga a lo largo del tiempo. Estos datos también resaltan los riesgos para la salud de la soledad; el dolor, la depresión y la fatiga a menudo acompañan a enfermedades graves y ponen a las personas en riesgo de salud y mortalidad.

### Salud física
La soledad crónica puede ser una condición de salud grave y potencialmente mortal. Se ha encontrado que se asocia con un mayor riesgo de accidente cerebrovascular y enfermedad cardiovascular. La soledad muestra una mayor incidencia respecto a la alta presión arterial, colesterol alto y obesidad.
Se muestra que la soledad aumenta la concentración de los niveles de cortisol en el cuerpo. Los niveles prolongados y altos de cortisol pueden causar ansiedad, depresión, problemas digestivos, enfermedades cardíacas, problemas de sueño y aumento de peso.
″La soledad se ha asociado con una inmunidad celular deficiente como se refleja en la actividad de las células asesinas naturales (NK) y los títulos de anticuerpos más altos para el Virus de Epstein Barr y los virus del herpes humano". Debido a la inmunidad celular dañada, la soledad entre los adultos jóvenes muestra vacunas, como la vacuna contra la gripe, para ser menos efectiva. Los datos de estudios sobre la soledad y los hombres con VIH+ sugieren que la soledad aumenta la progresión de la enfermedad.

## Tratamientos y prevención

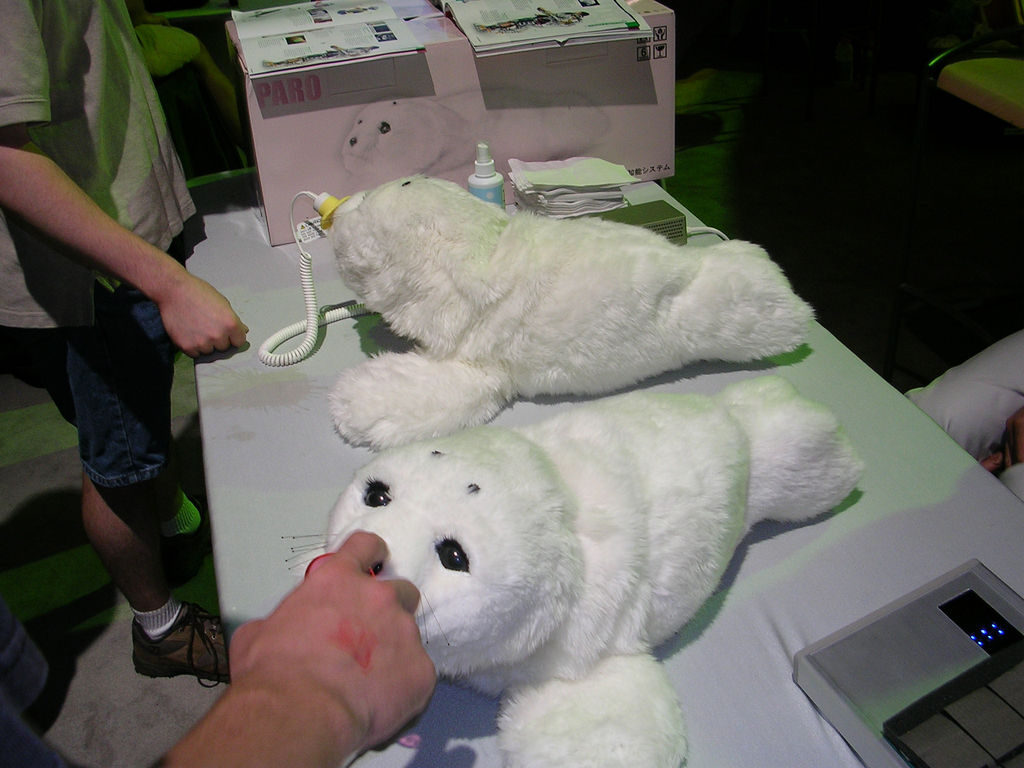
Paro, una mascota robot clasificada como dispositivo médico en los EE. UU.

Hay diversas maneras de tratar la soledad en tanto fomente el aislamiento social o depresión clínica. El primer paso que la mayoría de los profesionales recomiendan es la psicoterapia. Es una manera habitual y efectiva de tratar ese tipo de soledad ya que con frecuencia es exitosa, especialmente las terapias a corto plazo, indicada especialmente para solitarios o deprimidos. El énfasis está puesto en comprender la causa del problema, revertir los pensamientos, sentimientos y actitudes negativas producto del problema, y explorar formas de ayudar al paciente a sentirse conectado. Algunos médicos también recomiendan la terapia de grupo como un medio para conectarse con otros padecientes y establecer una red de contención. También se suelen recetar antidepresivos (si el cuadro de soledad se agrava o se vuelve incontrolable) como un tratamiento independiente o en conjunto con la terapia a fin de evitar que el paciente quede incapacitado en las áreas de su vida. Muchos médicos sugieren tomar medidas alternativas para tratar la depresión producto de la soledad. Estos tratamientos incluyen ejercicio físico, dieta, entre otros. Se considera que participar en estas actividades alivia total o parcialmente los síntomas relacionados con ello.
Otro tratamiento para la soledad y la depresión es la terapia asistida por animales. Los estudios y las encuestas, así como las pruebas anecdóticas proporcionadas por voluntarios y organizaciones comunitarias, indican que la presencia de animales de compañía como perros, gatos, conejos y cobayas puede aliviar los sentimientos de depresión y soledad entre algunos pacientes. Más allá de la compañía que proporciona el propio animal, también puede haber mayores oportunidades para socializar con otros dueños de mascotas. De acuerdo con los Centros para el Control y Prevención de Enfermedades, hay una serie de diversos beneficios para la salud asociados con la posesión de mascotas, incluida la disminución de la presión arterial y la disminución de los niveles de colesterol y triglicéridos. También se ha encontrado que la nostalgia tiene un efecto restaurador, que contrarresta la soledad negativa al aumentar el apoyo social percibido.
Un estudio comparó la efectividad de cuatro intervenciones: mejorar las habilidades sociales, mejorar el apoyo social, aumentar las oportunidades para la interacción social, abordar la cognición social anormal (pensamientos irracionales y patrones de pensamientos). Los resultados del estudio indicaron que todas las intervenciones fueron efectivas para reducir la soledad negativa, posiblemente con la excepción del entrenamiento en habilidades sociales. Los resultados del metanálisis sugieren que corregir la cognición social inadaptada ofrece la mejor oportunidad de reducir la soledad negativa.